# 呂世浩
呂世浩（1971年—），中華民國金門縣人，歷史學家。國立臺灣大學歷史博士、國立北京大學考古學及博物館學博士，曾於國立臺灣大學歷史學系任教。曾隨毓鋆於奉元書院讀經長達二十餘年，累積了深厚的國學基礎。
2013年起，開設全球大學網路課程《秦始皇》及《史記一》，前後選修人數超過18萬人，「秦始皇」獲美國COURSERA平臺選為全球最受歡迎中文網路課程第一名，「史記一」獲果殼網MOOC學院《2015全球MOOC排行榜》評選為中文學習者公認不分語種最優MOOC課程第一名（第二名為「秦始皇」）。其著作長踞博客來、誠品等各大書店暢銷排行榜，成為最受喜愛的熱門歷史讀物。

## 經歷
呂世浩於1991年進入國立臺灣大學歷史學系就讀，大三時修阮芝生的「史記」，對其影響甚深，後於碩、博士班師從阮氏。
1998年碩士班畢業後，擔任阮芝生專任助理一年，並旁聽徐蘋芳的「中國考古學」。2000年考入中國國立北京大學考古學及博物館學系博士班，師從宿白和徐蘋芳。2001參加河南偃師二里頭遺址考古發掘，2002年至蘭州甘肅省考古所實習，期間參加懸泉置漢簡的整理工作。又因何雙全引介，參加京都大學人文科學研究所簡牘研究班的敦煌居延考察旅行。
回臺後獲中央研究院歷史語言研究所博士候選人培育計畫獎助，後至故宮博物院器物處任職。2011年2月，回到臺大歷史學系任教。2013年8月起，應臺大MOOC執行長葉丙成之邀，於Coursera線上課程平台開設《中國古代歷史與人物──秦始皇》、《史記一》等課程，成為全球超過18萬人選修的熱門課程。曾獲得臺大教學優良獎。

## 著作

### 研究專書
- 《從五體末篇看《史記》的特質——以〈平準〉、〈三王〉、〈今上〉三篇為主》，臺北市：花木蘭文化，2008年9月。
- 《從〈史記〉到〈漢書〉：轉折過程與歷史意義》，臺北市：國立臺灣大學出版中心，2009年12月1日。

### 期刊論文
- 〈三王與文辭——《史記·三王世家》析論〉，《燕京學報》新9期，2000年11月。
- 〈平準與世變——《史記·平準書》析論〉，《燕京學報》新12期，2002年5月。
- 〈冊命之寶——頌鼎考說〉，《故宮文物月刊》第266期，2005年5月。
- 〈多寶格中的仿古銅器——以「笵金作則」為例〉，《故宮文物月刊》第294期，2007年9月。
- 〈酒器乎？食器乎？——關於漢代銅銗鏤功能之思考〉，《故宮文物月刊》第309期，2008年12月。
- 〈戰國中晚期嵌綠松石金屬絲鳥獸尊〉，《故宮文物月刊》第324期，2010年2月。
- 〈學者徐蘋芳的古代城市探索〉，許宏、呂世浩合著，《中國文化遺產》第3期，2010年6月。
- 〈〈唐神人鑑〉與〈漢金英鏡〉—故宮藏鏡舉隅〉，《故宮文物月刊》第352期，2012年7月。
- 〈《漢書》與褚少孫《續補》關係探析〉，《漢學研究》第33卷1期，2015年3月。
- 〈從時間角度論《論語·先進》「侍坐」章的意義〉，《東吳歷史學報》第33期，2015年6月。[5]

### 其他
- 《秦始皇︰一場歷史的思辨之旅》，臺北市：平安文化，2014年6月3日。
［簡體版］《秦始皇：詐與力的極致》，北京市：接力出版社，2016年11月。
- 《帝國崛起：一場歷史的思辨之旅2》，臺北市：平安文化，2015年1月5日。
［簡體版］《帝國崛起：王道、霸道與強道的取捨》，北京市：接力出版社，2016年11月。
- 《敵我之間：一場歷史的思辨之旅3》，臺北市：平安文化，2015年8月10日。
［簡體版］《敵我之間：成在對手，敗在隊友》，北京市：接力出版社，2016年11月。
- 《霸王之夢：一場歷史的思辨之旅4》，臺北市：平安文化，2017年2月6日。
- 《呂世浩細說史記：入門篇》，臺北市：時報出版，2017年12月19日。

## 外部連結
- 臺大師資管理系統（页面存档备份，存于）
- 世浩的博客（页面存档备份，存于）
- 學歷史的大用:呂世浩（页面存档备份，存于）